# Vinton (Ohio)
Vinton es una villa ubicada en el condado de Gallia en el estado estadounidense de Ohio. En el Censo de 2010 tenía una población de 222 habitantes y una densidad poblacional de 70,84 personas por km².

## Geografía
Vinton se encuentra ubicada en las coordenadas 38°58′50″N 82°19′59″O / 38.98056, -82.33306. Según la Oficina del Censo de los Estados Unidos, Vinton tiene una superficie total de 3.13 km², de la cual 3.05 km² corresponden a tierra firme y (2.73%) 0.09 km² es agua.

## Demografía
Según el censo de 2010, había 222 personas residiendo en Vinton. La densidad de población era de 70,84 hab./km². De los 222 habitantes, Vinton estaba compuesto por el 99.1% blancos, el 0.9% eran afroamericanos, el 0% eran amerindios, el 0% eran asiáticos, el 0% eran isleños del Pacífico, el 0% eran de otras razas y el 0% pertenecían a dos o más razas. Del total de la población el 0.45% eran hispanos o latinos de cualquier raza.